# 阿奎萊亞
阿奎萊亞（義大利語：Aquileia）是義大利弗留利-威尼斯朱利亚大区乌迪内省的一个市镇，曾經屬於羅馬帝國的一部分，总面积36平方公里，人口3519人，人口密度97.8人/平方公里（2009年）。ISTAT代码为030004。